# Königsstraße (Kassel)

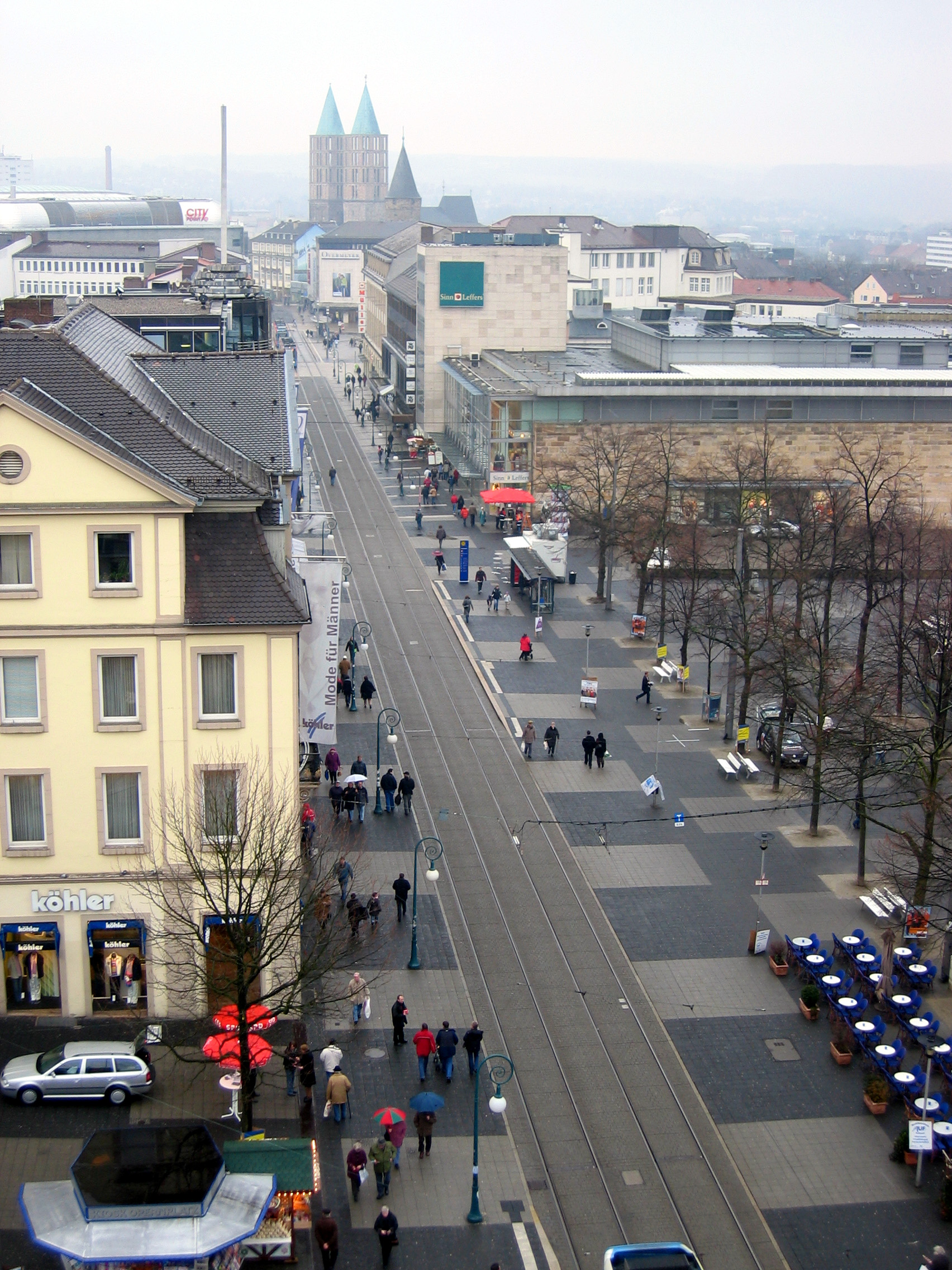
Die Obere Königsstraße Richtung Königsplatz, rechts die Öffnung der Straße zum Friedrichsplatz. Im Hintergrund die Martinskirche

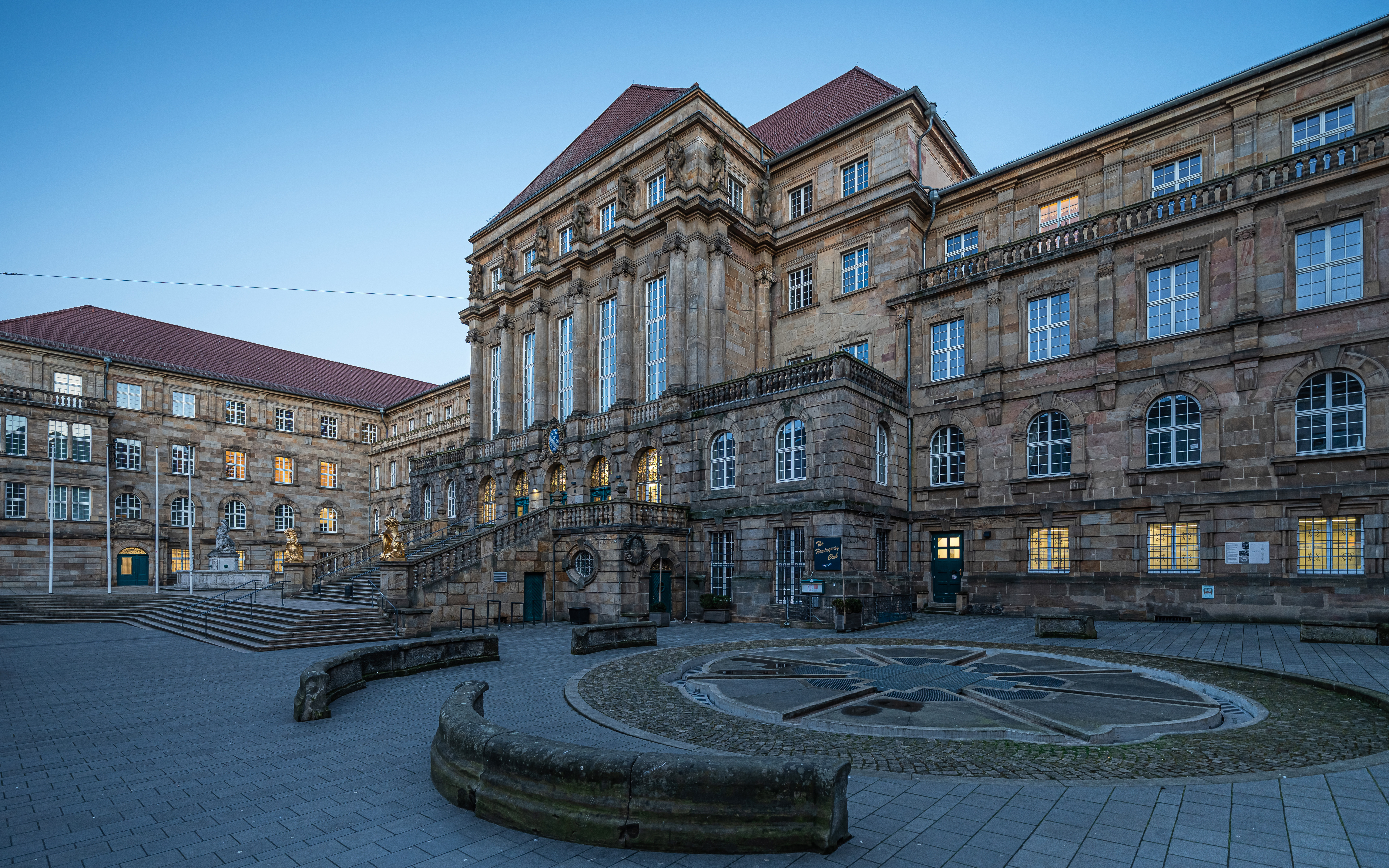
Das Kasseler Rathaus

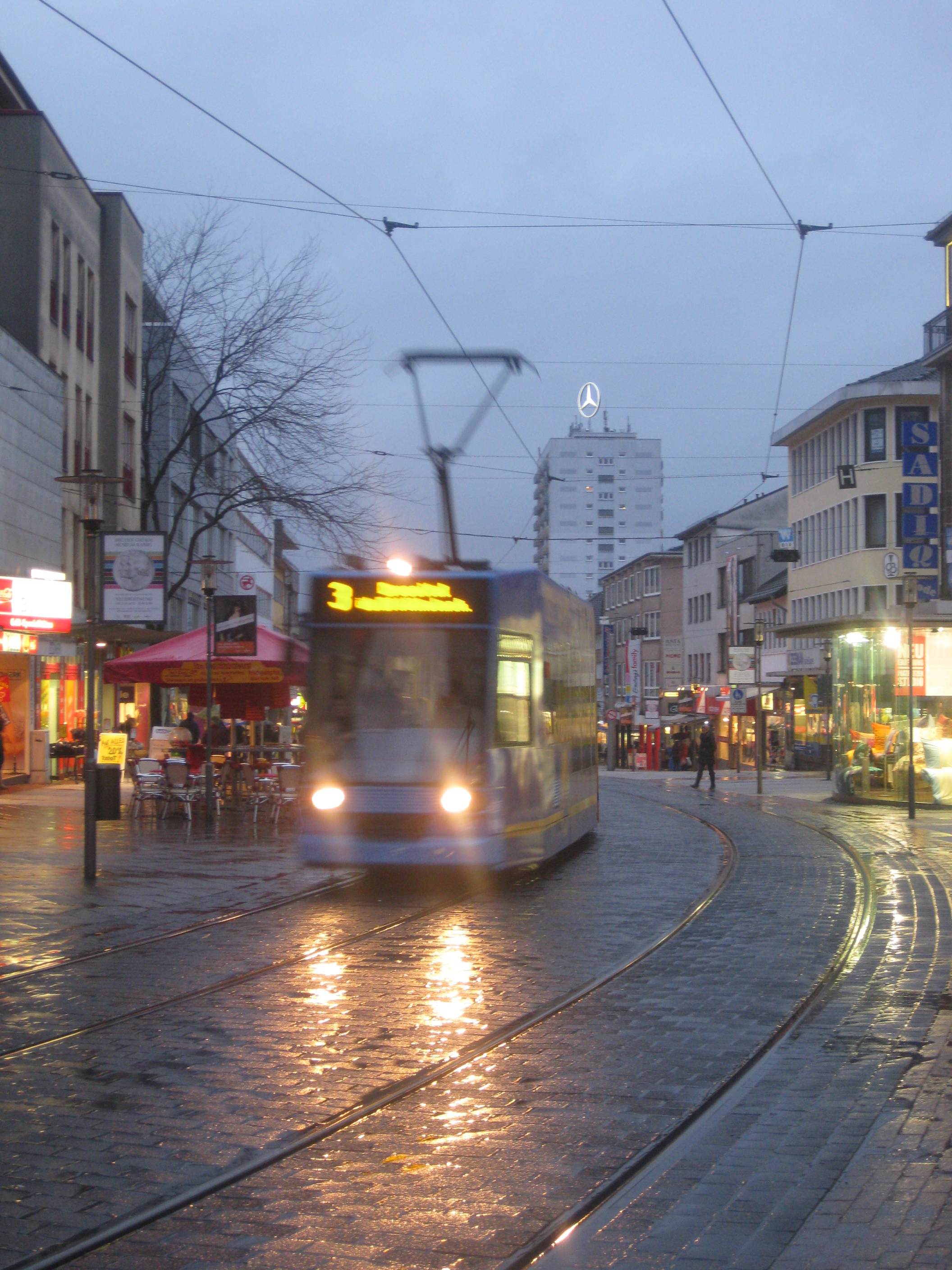
Die Untere Königsstraße

Die Königsstraße ist die Haupteinkaufsstraße in Kassel. Der Königsplatz teilt administrativ die Untere Königsstraße und die Obere Königsstraße, wobei letztere weitaus bedeutender ist.

## Geschichte
Der Name der Straße geht auf den hessischen Landgrafen Friedrich I. zurück, der 1720 aufgrund seiner im Jahre 1715 erfolgten Heirat mit der schwedischen Prinzessin Ulrika Eleonore schwedischer König wurde. Daher wurde die Straße mit schwedischem Granit gepflastert, der noch bis 1964 vorhanden war. Am 8. Juli 1877 erhielt Kassel nach Paris und Kopenhagen als dritte Stadt eine Dampfstraßenbahn. Sie fuhr von der Königsstraße bis zum Bergpark Wilhelmshöhe. Ab 1884 fuhr auch eine Pferdestraßenbahn (bis 1909). Die Straße wurde 1961 zu einer der ersten Fußgängerzonen Deutschlands umgestaltet.

## Bebauung
Die Bebauung der Straße ist durch ihre Funktion als Haupteinkaufsstraße häufigen Veränderungen ausgesetzt gewesen. 1762 wurde an der Königstrasse Nr. 8 nach Plänen von Simon Louis du Ry, dem Sohn von Charles du Ry, das Messhaus in verputztem Fachwerk erbaut. 1904 wurde es abgerissen und an seiner Stelle das von Karl Roth entworfene Rathaus errichtet. Berühmte Künstler erbauten entlang der Straße im 18. Jahrhundert ihre repräsentativen Wohnhäuser und Stadtpalais, unter anderem der Hofbildhauer Johann August Nahl, der Hofstukkateur Johann Michael Brühl und der Architekt Simon Louis du Ry. Zwischen Friedrichsplatz und Königsplatz standen an der Südostseite das 1769 bis 1772 erbaute Palais der Hessischen Landstände (ab 1813 als sogenanntes Weißes Palais Residenz des Kurprinzen und späteren Kurfürsten Wilhelm II.), das 1772 erbaute Palais Gohr (ab 1821 bekannt als Palais Reichenbach) und das von 1767 bis 1769 erbaute Palais Hessen-Rotenburg. Nach Plänen von Albrecht Rosengarten entstand 1839 in der Unteren Königsstraße die Kasseler Synagoge; sie wurde 1938 in der Reichspogromnacht zerstört.
Das heutige Straßenbild ist nicht nur wegen der Verluste durch den verheerenden Luftangriff auf Kassel während des Zweiten Weltkrieges im Oktober 1943 sehr heterogen. Es umfasst barocke Gebäude bis hin zu modernen Geschäftshäusern. Auch die für Kassel typische Nachkriegsmoderne ist hier zu finden. Ein typisches Beispiel dafür stellt das von Sep Ruf entworfene Kaufhaus Bilka dar. Es liegt an der Ecke zum Friedrichsplatz und ist bekannt durch den erhaltenen und integrierten klassizistischen Portikus des Roten Palais. Am oberen Ende der Königsstraße liegt mit der Hausnummer 2 das von Paul Bode 1953 entworfene Hotel Hessenland. 1995 wurde das Einkaufszentrum Königs-Galerie Kassel errichtet.

## Ansichten

Historische Ansichten, Obere Königsstraße
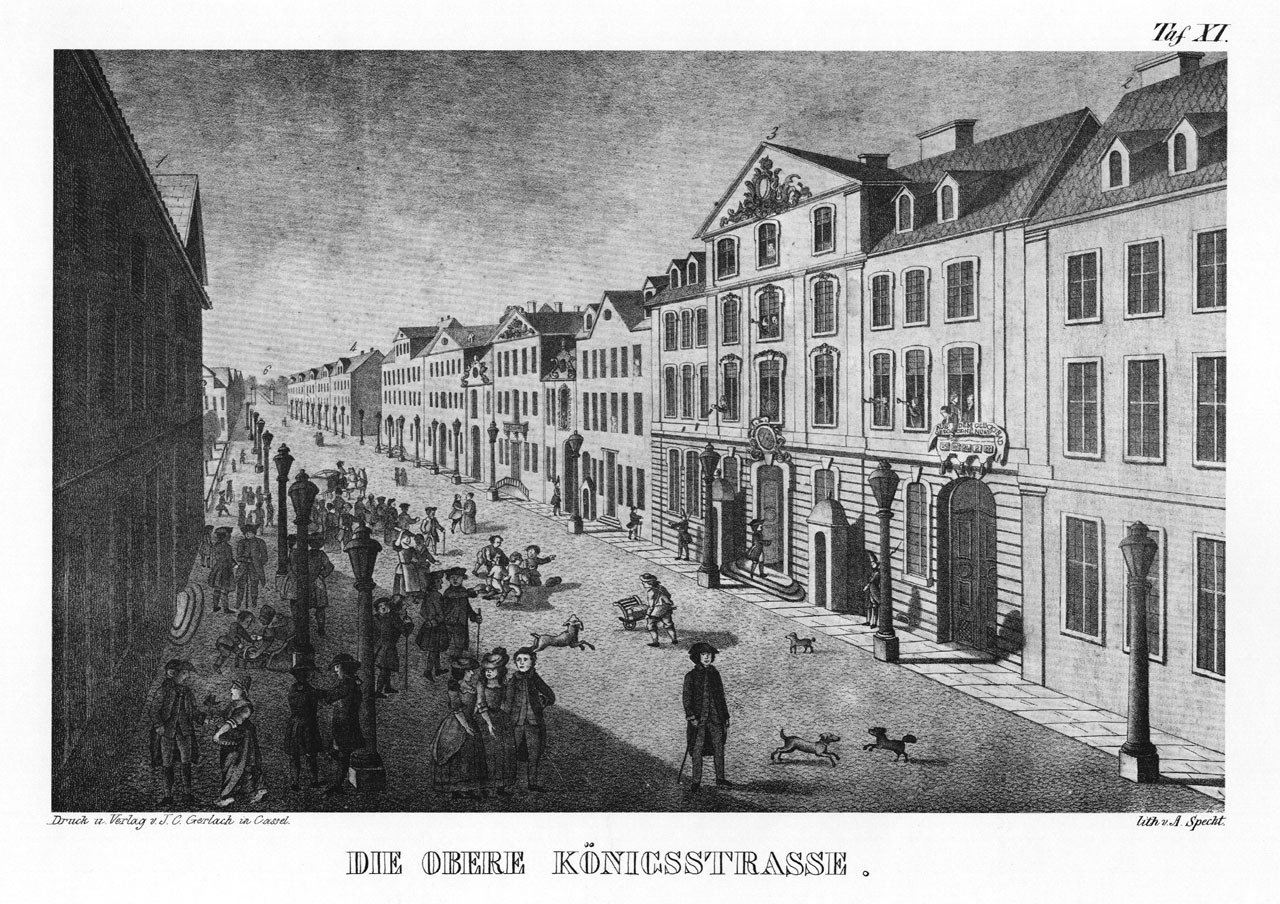
Obere Königsstraße 1844
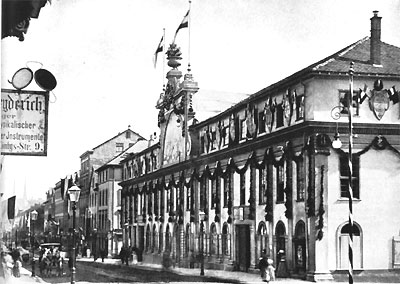
Vor 1904, das Messhaus. Standort des heutigen Rathauses
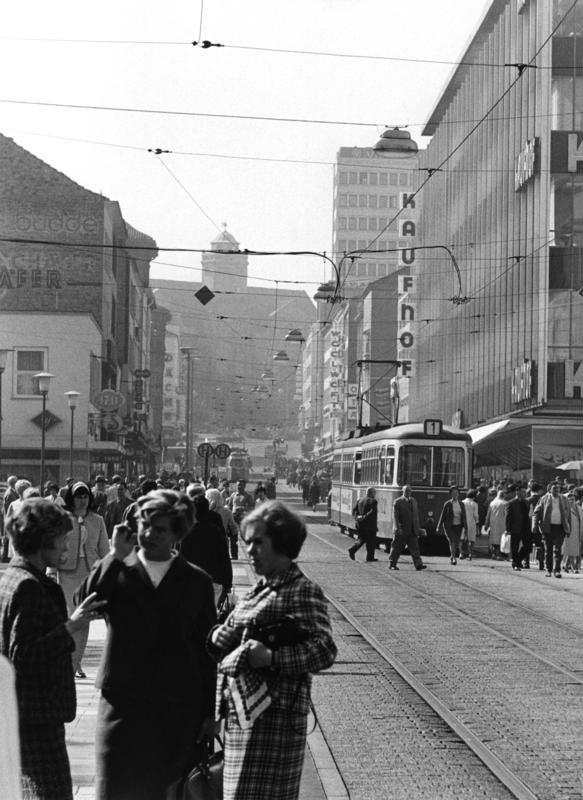
Obere Königsstraße 1969, Blick Richtung Wilhelmshöhe, im Hintergrund das Landesmuseum.
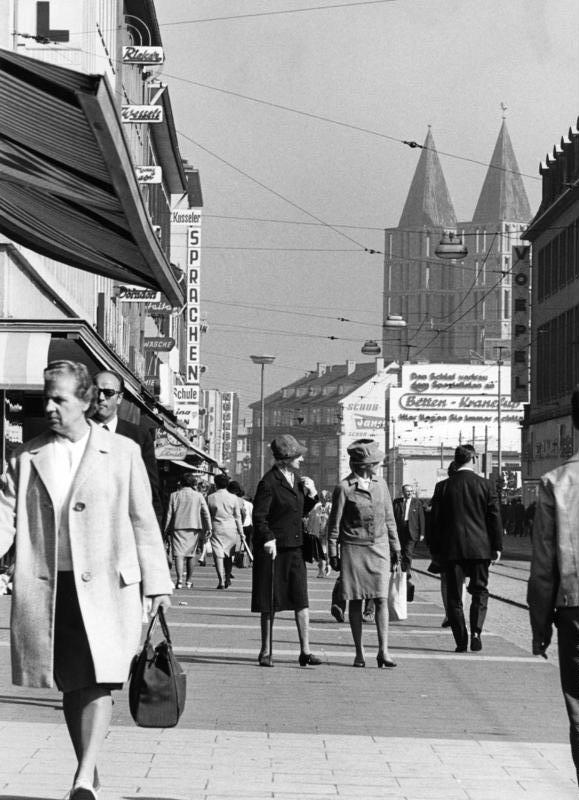
Obere Königsstraße 1969, Ecke zur Treppenstraße, Blick Richtung Königsplatz
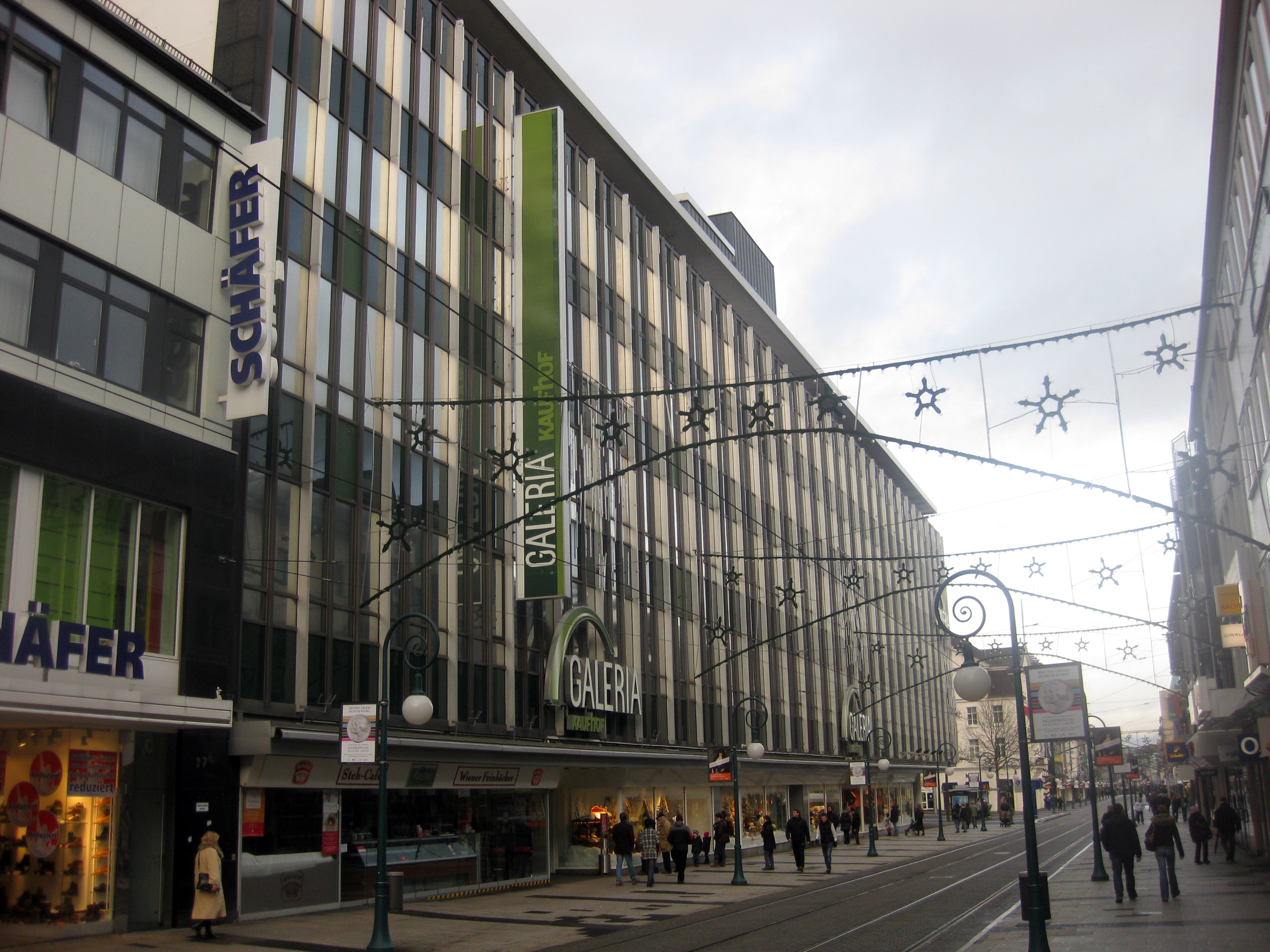
Galeria Kaufhof, 2011

Historische Ansichten, untere Königsstraße
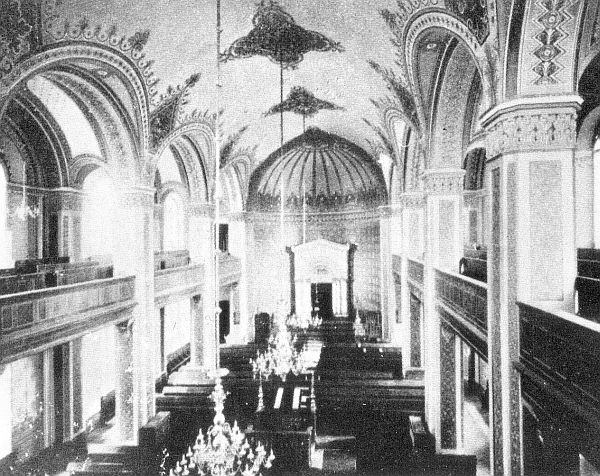
Die Synagoge in der Unteren Königsstraße
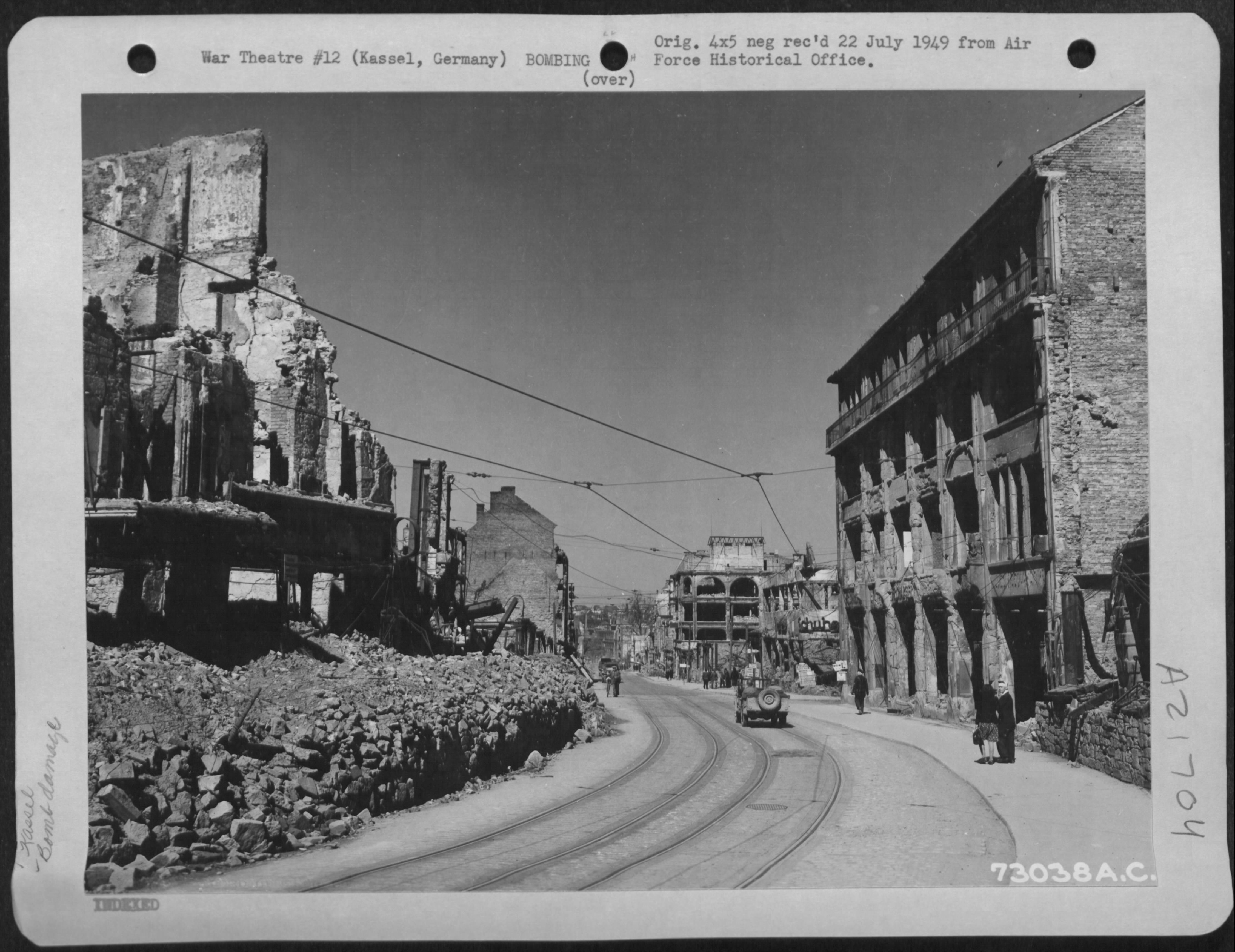
Untere Königsstraße 1945